# Sinopia

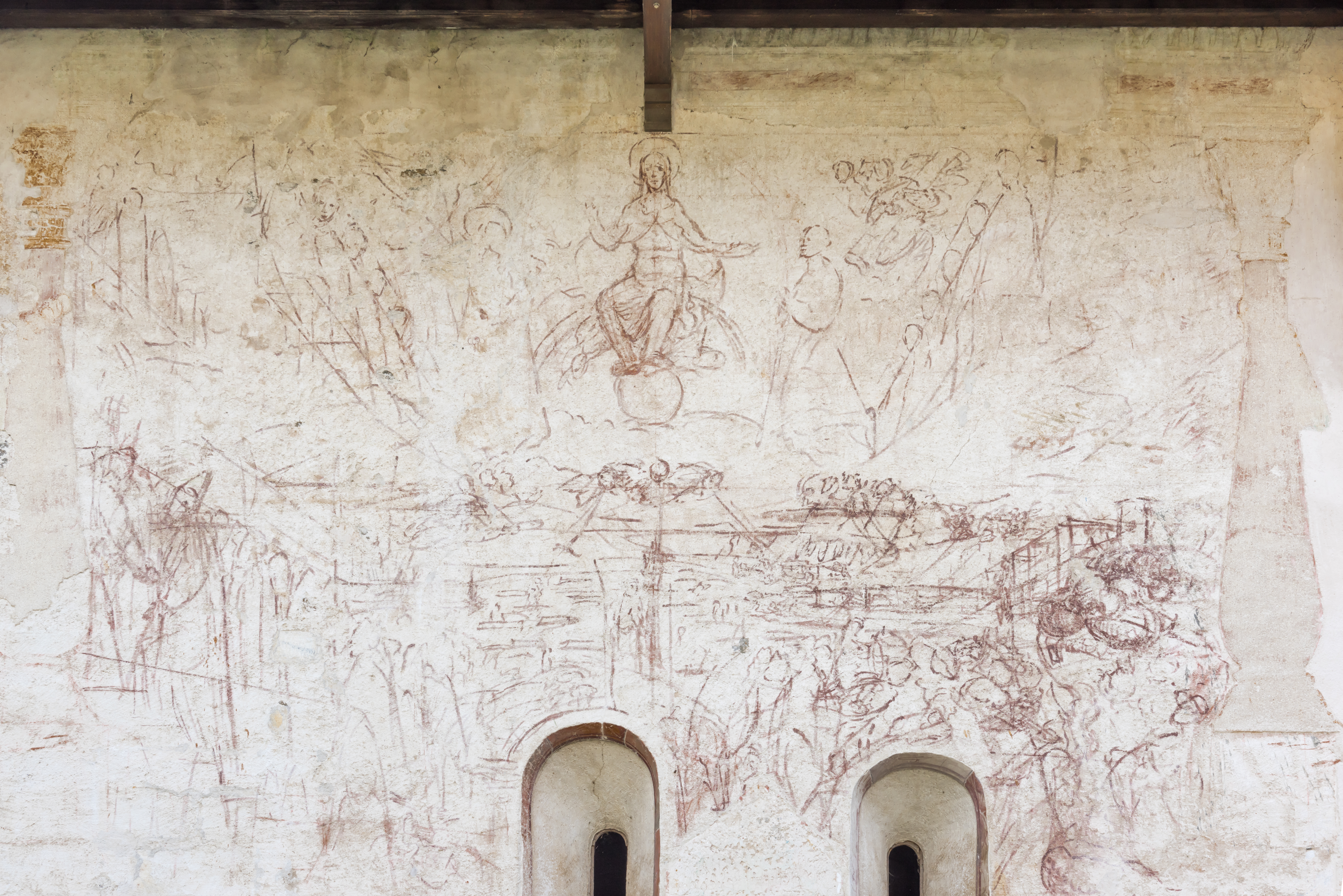
Rötelvorzeichnung des Freskos „Jüngstes Gericht“ von Urban Görtschacher an der Westwand der Pfarrkirche in Millstatt, Kärnten, Österreich

Sinopia (nach der Schwarzmeerstadt Sinope in der Türkei) ist eine rotbraune bis ockerartige Naturfarbe. Sie wurde in traditioneller Ölmalerei oder für die Skizzierung von Fresken und Mosaiken verwendet. Die rötliche Farbe geht auf Eisenoxidverbindungen zurück.
Als Sinopia wird auch der Arbeitsschritt der damit ausgeführten Skizzierung der Umrisse für ein Fresko direkt auf der Wand bezeichnet. Bis zum frühen 16. Jahrhundert wurde so gearbeitet; später wurden die Skizzen mehrheitlich erst auf einem Karton festgehalten, auf dem die Umrisse dann perforiert und mit Kohlestaub auf die Wand übertragen wurden (Spolvero).